# Braye-sous-Faye
Braye-sous-Faye is een gemeente in het Franse departement Indre-et-Loire (regio Centre-Val de Loire) en telt 368 inwoners (1999). De plaats maakt deel uit van het arrondissement Chinon.

## Geografie
De oppervlakte van Braye-sous-Faye bedraagt 15,9 km², de bevolkingsdichtheid is 23,1 inwoners per km².
De onderstaande kaart toont de ligging van Braye-sous-Faye met de belangrijkste infrastructuur en aangrenzende gemeenten.

## Demografie
Onderstaande figuur toont het verloop van het inwonertal (bron: INSEE-tellingen).